# Linocarpon suthepense
Linocarpon suthepense är en svampart som beskrevs av Thongk. 2003. Linocarpon suthepense ingår i släktet Linocarpon, klassen Sordariomycetes, divisionen sporsäcksvampar och riket svampar.   Inga underarter finns listade i Catalogue of Life.